# 鲁夫鲁瓦 (卢森堡省)
鲁夫鲁瓦（法語：Rouvroy，法語發音：[ʁuvʁwa]；戈姆方言：Rouvrou）是比利时瓦隆大区盧森堡省維爾通區的一个市镇，西南两面与法国接壤，通行法语，是比利时法语社群的一部分，面积27.68平方千米，人口2,082人（2018年1月1日）。